# Khurais
Khurais serait l'un des plus grands gisements de pétrole d'Arabie saoudite. Situé dans la province de Ach-Charqiya à l'ouest du super-géant de Ghawar, dans une formation parallèle, il fut découvert au début des années 1950. Il produisit de petites quantités de pétrole vers 1960, puis fut abandonné et remis en production à la fin des années 1970. Sa production ne dépassa jamais 144 kbbl/j. Il fut abandonné à nouveau. 
Il a été remis en service à partir de 2009. L'Aramco espère produire 1,2 Mbbl/j (incluant deux gisements périphériques), grâce à l'injection  massive d'eau. 
Des installations sur ce site subissent une attaque revendiqués par les Houthis le 14 septembre 2019.